# عمر بن الخطاب (سوهاج)
قرية عمر بن الخطاب هي إحدى القرى التابعة لمركز جهينة بمحافظة سوهاج في جمهورية مصر العربية. حسب إحصاءات سنة 2006، بلغ إجمالي السكان في عمر بن الخطاب 1047 نسمة، منهم 531 رجل و516 امرأة.